# 市川橋 (千曲川)
市川橋（いちかわばし）は、長野県飯山市大字照岡 - 下高井郡野沢温泉村大字七ケ巻の千曲川に架かる国道403号の橋長278 m（メートル）のランガー橋・桁橋。

## 概要
橋名は現在の野沢温泉村の旧市川村にちなむ。市川橋には車両総重量4 t（トン）の規制が敷かれている。
- 形式 - 鋼3径間連続鈑桁橋+鋼単径間単純下路トラスドランガー橋+鋼単径間単純合成鈑桁橋
- 橋長 - 278 m
  - 支間割 - ( 3×40.0 m ) + 129.4 m + 26 m
- 幅員 - 7.7 m
- 総鋼重 - 676 t
- 床版 - 鉄筋コンクリート
- 施工 - 松尾橋梁[注釈 1]

## 歴史
市川橋の架橋以前には、近くに七ケ巻と藤沢を結ぶ渡船場と虫生と桑名川を結ぶ渡船場とがあり、後者の渡船には1723年（享保8年）の曽根村から出資されていたことが曽根村入用帳に記されている。明治初年には渡し守1人で大小2艘を管理していた。
スキー場開設などにより村の振興を図ろうとした、七ケ巻地区と野沢温泉村によって架設が推進され、1977年（昭和52年）に竣工した。